# Il marchio di Dracula
Il marchio di Dracula (Scars of Dracula) è un film del 1970 diretto da Roy Ward Baker.
Quinto film del ciclo incentrato su Dracula della Hammer dopo Una messa per Dracula, è anche particolarmente truculento, con corpi devastati appesi alle croci, zoomate su gole squarciate e bulbi oculari fuori dalle orbite. Pur essendo il quinto della saga, non ha nessun collegamento con gli altri film e si potrebbe considerare un capitolo indipendente dal resto della saga. La saga proseguì con altri due capitoli indipendenti e modernizzati: 1972: Dracula colpisce ancora! ed I satanici riti di Dracula.
Per la prima volta il conte appare fin dalla prima scena; e del romanzo di Stoker non c'è traccia, se non nella sequenza in cui Dracula si arrampica a mani nude sulle pareti del castello. Nel film il regista dà spazio non solo alla rappresentazione del potere immenso e della malvagità di Dracula, ma anche al suo fascino dai risvolti estremamente sensuali.

## Trama
Resuscitato dalle ceneri (grazie al sangue scatarrato dalla bocca di un pipistrello), Dracula dissangua la figlia di un locandiere. Per porre fine al regno di terrore del vampiro i popolani incendiano il castello, ma le fiamme non raggiungono la cripta ove riposa Dracula, il quale si vendica sterminando cruentemente le donne del villaggio.
Tempo dopo il giovane Paul, inseguito dalle autorità, cerca riparo al castello e scompare. Suo fratello Albert e la fidanzata di questi, Sara, vanno a cercarlo e cadono prigionieri nel castello. Il servo Klove è affascinato da Sara e li aiuta a fuggire. Ma, rifugiatisi nella chiesa del villaggio, Albert torna al castello per scoprire che fine abbia fatto Paul. Giunto al castello Albert e Dracula si affrontano dopo di che Dracula si dirige dalla fidanzata di Albert e la vampirizza. Dopo ciò, Albert ha un incontro con il vampiro, il ragazzo ha la meglio e riesce a sconfiggerlo.

## Home video
In Italia il film è stato distribuito su DVD dalla Sinister Film.